# 1996年パシフィック・リム選手権
1996年パシフィック・リム選手権は1996年5月11日から7月13日にかけて開催された第1回パシフィック・リム選手権。元々はアルゼンチン、アメリカ合衆国、カナダ、日本、香港、フィジー、トンガ、西サモアの8カ国（地域）による大会を予定していたが資金不足により中止され、日本ラグビーフットボール協会が主導し、アメリカ、カナダ、日本、香港4カ国のホーム・アンド・アウェー方式の今大会が開催されるに至った。第1回大会は5勝1敗のカナダが初代チャンピオンになった。

## 試合結果
| 順位 | チーム         | 試合   | 試合 | 試合 | 試合 | 得点 | 得点 | 得点   | 勝点 |
| 順位 | チーム         | 試合数 | 勝   | 分   | 負   | 得点 | 失点 | 得失点 | 勝点 |
| ---- | -------------- | ------ | ---- | ---- | ---- | ---- | ---- | ------ | ---- |
| 1    | カナダ         | 6      | 5    | 0    | 1    | 207  | 108  | + 99   | 21   |
| 3    | アメリカ合衆国 | 6      | 3    | 0    | 3    | 192  | 110  | + 82   | 15   |
| 2    | 香港           | 6      | 2    | 0    | 4    | 126  | 179  | - 53   | 10   |
| 4    | 日本           | 6      | 2    | 0    | 4    | 120  | 248  | - 128  | 8    |

勝点＝勝4、分2、負0、BP(ボーナス点)＝7点以内の負け1、4トライ以上1

## 試合一覧
| 1996年5月11日 | 日本     | 34 - 27 | 香港 | 秩父宮ラグビー場 レフリー: イアン・ハイドレイ（カナダ） |
| 1996年5月11日 | レポート |         |      | 秩父宮ラグビー場 レフリー: イアン・ハイドレイ（カナダ） |

| 1996年5月11日 | アメリカ合衆国 | 19 - 12 | カナダ |  |
| 1996年5月11日 |                |         |        |  |

| 1996年5月18日 | カナダ | 24 - 20 | アメリカ合衆国 |  |
| 1996年5月18日 |        |         |                |  |

| 1996年5月18日 | 香港     | 33 - 9 | 日本 | 香港仔運動場（香港） レフリー: ジェリー・マクレモア（アメリカ） |
| 1996年5月18日 | レポート |        |      | 香港仔運動場（香港） レフリー: ジェリー・マクレモア（アメリカ） |

| 1996年6月1日 | 香港 | 12 - 18 | カナダ |  |
| 1996年6月1日 |      |         |        |  |

| 1996年6月8日 | 香港 | 22 - 19 | アメリカ合衆国 |  |
| 1996年6月8日 |      |         |                |  |

| 1996年6月9日 | 日本     | 18 - 45 | カナダ | 秩父宮ラグビー場（東京都） レフリー: ロス・ミッチェル（香港） |
| 1996年6月9日 | レポート |         |        | 秩父宮ラグビー場（東京都） レフリー: ロス・ミッチェル（香港） |

| 1996年6月16日 | 日本     | 24 - 18 | アメリカ合衆国 | 秩父宮ラグビー場（東京都） レフリー: ポール・ヘイリー（香港） |
| 1996年6月16日 | レポート |         |                | 秩父宮ラグビー場（東京都） レフリー: ポール・ヘイリー（香港） |

| 1996年6月29日 | アメリカ合衆国 | 42 - 23 | 香港 |  |
| 1996年6月29日 |                |         |      |  |

| 1996年7月6日 | カナダ | 57 - 9 | 香港 |  |
| 1996年7月6日 |        |        |      |  |

| 1996年7月6日 | アメリカ合衆国 | 74 - 5 | 日本 | ボクサースタジアム（サンフランシスコ） レフリー: イアン・バレンタイン（香港） |
| 1996年7月6日 | レポート       |        |      | ボクサースタジアム（サンフランシスコ） レフリー: イアン・バレンタイン（香港） |

| 1996年7月13日 | カナダ   | 51 - 30 | 日本 | サンダーバードスタジアム（バンクーバー） レフリー: エド・ソレンソン（アメリカ） |
| 1996年7月13日 | レポート |         |      | サンダーバードスタジアム（バンクーバー） レフリー: エド・ソレンソン（アメリカ） |